# Street punk
Street punk  nebo také streetpunk je hudební žánr vycházející z punk rocku. Jedná se v podstatě o pozdější pouliční formu punku, která vychází z prostředí dělnické třídy.

## Popis
Street punk vzniknl začátkem 80. let 20. století, kdy se u některých vyznavačů punku objevil názor, že se punk stává čím dál komerčnějším (punkové kapely přecházejí pod velké nahrávací společnosti) a jeho posluchači čím dál častěji pochází spíše ze středních vrstev. Vznik této formy městského punku pracující třídy je také úzce spjatý s Oi! a tudíž mezi sympatizanty patřili kromě punkerů také někteří skinheadi. Jelikož často street punk s Oi! splýval, můžeme za předchůdce považovat kapely jako Sham 69, Cockney Rejects, nebo Angelic Upstairs. Street punk se od skinheadů začal oddělovat ve chvíli, kdy řada z nich adoptovala ultrapravicové hodnoty.
Velký vliv na definování a rozvoj tohoto stylu měly některé britské kapely, které na začátku 80. let vyznávaly rychlejší a agresivnější přístup k punkové hudbě. Tato forma punku se někdy nazývá UK 82 podle stejnojmenné nahrávky jedné z nich - The Exploited. Street punk je o něco rychlejší než Oi! Hlavní důraz je kladen na jednoduchost, přímost a vysoké tempo které, někdy až téměř monotónně, udávají bicí. Skladby zřídkakdy délkou přesahují 3 minuty. Pro street punk jsou typické „chorály“ či společné vykřikování hesel. V textech se objevují všechna témata obvyklá v punku (politika, nihilismus, kritika policie a státní moci, atd.). Vyznavači tohoto stylu se rádi vymezují vůči ostatním, především komerčním žánrům jako je pop punk či emo.

## Móda

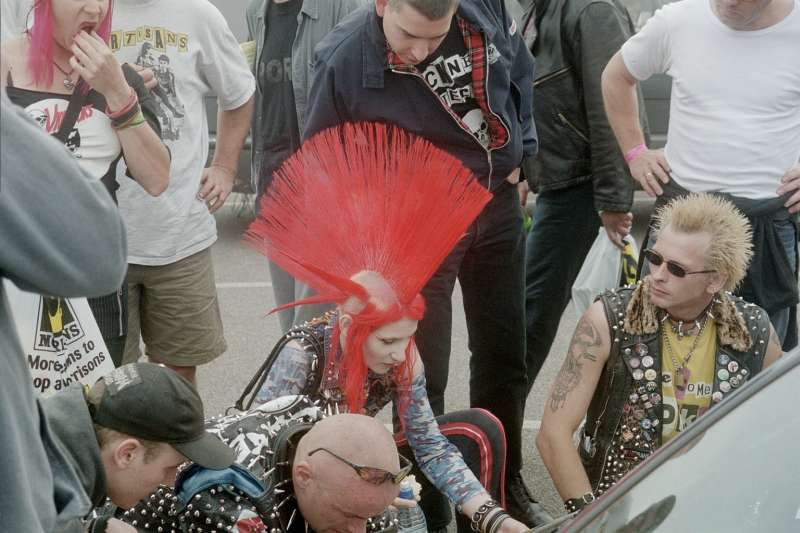
Streetpunková móda.

Velmi důležitou složkou street punku je i vzhled jeho vyznavačů, který má být co nejnápadnější a co nejvíce pobuřovat. Nosí se kožené či džínové bundy a kalhoty ozdobené cvočky, svíracími špendlíky, hroty, nášivkami kapel, atp. Mezi doplňky patří obité stahováky a opasky, řetězy, těžké boty (např. kanady), obojky, atd. Mezi typické účesy patří různobarevná číra a hroty (v angličtině spikes či liberty spikes), popř. jejich kombinace (např. číro tvořené hroty). Ženská móda je téměř identická s tou mužskou (výraz rovnoprávnosti), přesto má navíc některé prvky jako např. síťové punčocháče, odhalené spodní prádlo, či krátké různě zdobené sukně. Běžnou součástí vizáže street punkerů jsou také ozdoby těla jako je piercing, tetování a u žen výrazné líčení.
Důraz na módní složku street punku je v rámci hnutí velmi problematický a často se stává terčem kritiky. Vyznavači jiných stylů jako je např. hardcore punk tento důraz přímo odmítají s tím, že v punku jde o to co děláte a říkáte spíš než o to jak u toho vypadáte. Další stranou mince je otázka pozérství. Původní přístup „udělej si sám“ byl často nahrazen nákupem oblečení ve specializovaných obchodech. Někteří lidé hlásící se k street punku za svou vizáž utrácejí nemalé částky a tím vlastně zpochybňují celou myšlenku „punku pracující třídy“. Existuje i řada kapel využívajících tuto image ačkoliv se hudebně řadí spíše k pop punku (např. Time Again, Left Alone, The Rabble atd.)

## Důležité kapely
- A Global Threat
- Anti-Nowhere League
- Blitz
- Broken Bones
- Career Soldiers
- Cheap Sex
- Conflict
- Defiance
- Discharge
- English Dogs
- GBH
- Lower Class Brats
- Monster Squad
- One Way System
- Oxymoron
- SS-Kaliert
- The Casualties
- The Devotchkas
- The Exploited
- The Partisans
- The Unseen
- The Varukers
- The Virus
- Total Chaos